# Championnats de Tunisie d'athlétisme 1958
Navigation
1957 1959
Les championnats de Tunisie d'athlétisme 1958 sont une compétition tunisienne d'athlétisme se disputant en 1958 avec vingt épreuves pour les hommes et dix pour les femmes, dont huit sont remportées par une jeune athlète du Club sportif des cheminots, Élodia Zaragoza.

## Palmarès
| Discipline             | Hommes                | Hommes          | Femmes                     | Femmes       |
| ---------------------- | --------------------- | --------------- | -------------------------- | ------------ |
| 60 m                   |                       |                 | Élodia Zaragoza            | 8 s 7        |
| 100 m                  | Mohamed Hédi Hamoudia | 11 s 6          | Élodia Zaragoza            | 14 s         |
| 200 m                  | Mohamed Hédi Hamoudia | 24 s 5          | Élodia Zaragoza            | 29 s 3       |
| 400 m                  | F. Mirabile[Qui ?]    | 55 s 5          | Élodia Zaragoza            | 1 min 17 s 5 |
| 800 m                  | Abdesselem Ben Fredj  | 2 min 1 s 1     | Souad Mouldi               | 2 min 53 s 4 |
| 1 500 m                | Ahmed Belaïd          | 4 min 18 s 1    |                            |              |
| 5 000 m                | Ahmed Labidi          | 14 min 19 s 6   |                            |              |
| 10 000 m               | Ahmed Labidi          | 31 min 43 s 4   | -                          | -            |
| 110 m haies            | Mohamed Haddad        | 18 s            |                            |              |
| 400 m haies            | Mongi Soussi Zarrouki | 59 s 2          |                            |              |
| 3 000 m steeple        | Abdesselem Ben Fredj  | 10 min 4 s 8    |                            |              |
| Relais 4 × 100 mètres  | L'Orientale           | 47 s 5          | Club sportif des cheminots | 59 s 8       |
| Relais 4 × 400 mètres  | L'Orientale           | 3 min 40 s      |                            |              |
| Saut en longueur       | Brahim Karabi         | 6,38 m          | Titre non attribué         |              |
| Triple saut            | Brahim Karabi         | 13,36 m         |                            |              |
| Saut en hauteur        | Lassâad Kallel        | 1,75 m          | Élodia Zaragoza            | 1,30 m       |
| Saut à la perche       | Lucien Guedes         | 3 m             |                            |              |
| Lancer du poids        | Georges Boil          | 13,29 m         | Élodia Zaragoza            | 9,05 m       |
| Lancer du disque       | Georges Boil          | 37,42 m         | Élodia Zaragoza            | 28,69 m      |
| Lancer du marteau      | Georges Boil          | 42,90 m         | -                          | -            |
| Lancer du javelot      | Orain[Qui ?]          | 45,20 m         |                            |              |
| 20 km marche sur piste | François Fortunato    | 1 h 56 min 50 s |                            |              |
| Décathlon              |                       |                 |                            |              |
| Heptathlon             |                       |                 |                            |              |
| Marathon               |                       |                 |                            |              |